# Maison Jézéquel
La Maison Jézéquel est une maison située sur l'île aux Marins à Saint-Pierre-et-Miquelon.

## Localisation
L'édifice se trouve sur l'île aux Marins, au niveau du ponton de débarquement.

## Historique
En 1860, la Compagnie générale transatlantique (CGT) achète la parcelle sur laquelle furent construits une tonnellerie, une boulangerie, un atelier de charpente, une maison, une boutique-comptoir et un grand magasin à morue verte. La charpente avait été amenée de France vers 1850 par la CGT.
En 1872, la CGT revendit des lots parmi lesquels des parties de ce magasin, qui devint plus tard la maison Jézéquel, du nom de ses propriétaires, une famille de marin-pêcheurs venus de Kérity, dans les Côtes-du-Nord, en 1889.
Au cours des successions, la maison fut divisée en deux parties dans le sens Nord-Sud. En 1988, environ un tiers de la maison dans sa partie Est a été démoli du fait de son mauvais état.
En 1988, elle fut rachetée par l'Association Saint-Pierre Animation (renommée ensuite Association de Sauvegarde du Patrimoine de l’Archipel) qui la restaure en 1990.
La maison ainsi que les cabestans extérieurs avec les rails est classé au titre des monuments historiques par arrêté du 16 mai 2014, ce bâtiment représentant un témoin de la vie locale à l'époque de la Grande Pêche.
L’ensemble a été restauré dans le cadre d’un atelier et chantier d’insertion en 2013 et 2014.

## Description
Au rez-de-chaussée était installée toute la partie technique, avec une double porte derrière laquelle se trouvait le cabestan intérieur permettant de remonter les doris sur les glissières.
La partie habitation se situait à l'étage. Un escalier intérieur et un autre extérieur (démoli en 1918 et restitué en 1988) desservent les étages et le grenier, utilisés autrefois comme zone de stockage et comme dortoir pour les marins métropolitains de passage.
Durant la saison d'été, une cafétéria est ouverte au premier étage. Le Musée Archipélitude expose quelques éléments de sa collection sur une surface de 240 m2 : une saline en bas et une voilerie au grenier.